# Torneo femenino de fútbol en los Juegos Bolivarianos de 2022
El torneo femenino de fútbol fue una de las disciplinas deportivas en los XIX Juegos Bolivarianos de 2022. Comenzó el 26 de junio y culminó el 28 de junio de 2022. Los participantes fueron las selecciones femeninas de categoría sub-20.
La selección de Colombia fue la anfitriona, defensora del título, y ganó la medalla de oro como parte de su preparación para la Copa Mundial Femenina de Fútbol Sub-20 de 2022 a la que se encuentra clasificada tras quedar subcampeona del Sudamericano Femenino Sub-20 en Chile.

## Sede
El Estadio Armando Maestre Pavajeau es el estadio en el que se desarrolla esta competición, tiene capacidad para 11 000 espectadores y fue renovado para las justas.
| Valledupar                       |
| -------------------------------- |
| Estadio Armando Maestre Pavajeau |
| Aforo: 11 000                    |
|                                  |

## Participantes
| Bandera de Colombia | Bandera de Panamá | Bandera de Paraguay | Bandera de Venezuela |
| Colombia            | Panamá            | Paraguay            | Venezuela            |
| ------------------- | ----------------- | ------------------- | -------------------- |

## Resultados
- Los horarios son correspondientes a la hora local de Colombia (UTC-5).

| Equipo    | Pts | PJ | PG | PE | PP | GF | GC | Dif |
| --------- | --- | -- | -- | -- | -- | -- | -- | --- |
| Colombia  | 9   | 3  | 3  | 0  | 0  | 11 | 1  | 10  |
| Paraguay  | 4   | 3  | 1  | 1  | 1  | 3  | 4  | -1  |
| Venezuela | 4   | 3  | 1  | 1  | 1  | 2  | 3  | -1  |
| Panamá    | 0   | 3  | 0  | 0  | 3  | 1  | 9  | -8  |

| 26 de junio de 2022 | Paraguay | 0:0     | Venezuela | Estadio Armando Maestre Pavajeau, Valledupar                 |                                                              |
| 15:00               |          | Reporte |           | Asistencia: 10.000 espectadores Árbitro(s): Vanessa Ceballos | Asistencia: 10.000 espectadores Árbitro(s): Vanessa Ceballos |

| 26 de junio de 2022 | Colombia                                                             | 4:1 (3:1) | Panamá           | Estadio Armando Maestre Pavajeau, Valledupar                |                                                             |
| 19:00               | Ilana Izquierdo 1' · Gisela Robledo 10' (pen.) 74' · Liced Serna 22' | Reporte   | Yasli Atencio 2' | Asistencia: 10.000 espectadores Árbitro(s): Paula Fernández | Asistencia: 10.000 espectadores Árbitro(s): Paula Fernández |

| 27 de junio de 2022 | Panamá | 0:2 (0:1) | Venezuela                                  | Estadio Armando Maestre Pavajeau, Valledupar |                             |
| 16:00               |        | Reporte   | Kimberlyn Campos 21' · María Contreras 46' | Árbitro(s): Paula Fernández                  | Árbitro(s): Paula Fernández |

| 27 de junio de 2022 | Colombia                                                                            | 4:0 (2:0) | Paraguay | Estadio Armando Maestre Pavajeau, Valledupar |                              |
| 19:00               | Ilana Izquierdo 24' · Gisela Robledo 35' · Liced Serna 52' · Gabriela Rodríguez 69' | Reporte   |          | Árbitro(s): Vanessa Ceballos                 | Árbitro(s): Vanessa Ceballos |

| 28 de junio de 2022 | Paraguay                                                      | 3:0 (1:0) | Panamá | Estadio Armando Maestre Pavajeau, Valledupar |                              |
| 15:00               | Pamela Villalba 4' · Cindy Ramos 9' · Nabila Perruchino 90+3' | Reporte   |        | Árbitro(s): Vanessa Ceballos                 | Árbitro(s): Vanessa Ceballos |

| 28 de junio de 2022 | Colombia                                         | 3:0 (3:0) | Venezuela | Estadio Armando Maestre Pavajeau, Valledupar |                             |
| 20:10               | Ilana Izquierdo 13' · Gabriela Rodríguez 26' 37' | Reporte   |           | Árbitro(s): Paula Fernández                  | Árbitro(s): Paula Fernández |

|                             |
| Bandera de Colombia         |
| Campeón Colombia 4.º título |

## Medallero
| Evento          | Oro | Plata | Bronce |
| --------------- | --- | --- | --- |
| Fútbol femenino | Colombia (COL) | Paraguay (PAR) | Venezuela (VEN) |
| Equipos         | - Natalia Giraldo - Valentina González - Ángela Barón - Yunaira López - Ilana Izquierdo - Yirleidis Quejada - Ana María Guzmán - María Camila Reyes - Gisela Robledo - Mariana Muñoz - Liced Serna - Gabriela Rodríguez - Mary José Álvarez - Stefanía Perlaza - Mariana Zamorano - Juana Sofía Ortegón - Wendy Bonilla - Ingrid Guerra - Entrenador: Carlos Paniagua | - Luana Rodríguez - Araceli Leguizamón - Hannah Núñez - Fiorela Martínez - Naomi De León - Sofía Almirón - Gabriela Valdez - Valeria Benítez - Fiona Zaracho - Yanina Servín - Luján Ocampos - Agustina Varela - Milagros Rolón - Nabila Perruchino - Cindy Ramos - Pamela Villalba - Erika Cartaman - Belén Riveros - Entrenador: Daniel Almada | - Ashley Pulgar - Hilary Azuaje - Zulaycar Milano - Isabella Tabja - Fabiola Solórzano - María Duerto - Ana Paula Fraiz - Iraia Arrue - Jaimar Torrealba - Floriangel Apóstol - Naileth Rangel - Alexineth Rosario - Alai Araújo-Elorza - Nerimar Infante - María Contreras - Kimberlyn Campos - Daniela Martínez - Victoria de Abreu - Entrenador: Andrea Fabri |

## Estadísticas

### Tabla de goleadoras
3 goles
- Gabriela Rodríguez
- Gisela Robledo
- Ilana Izquierdo

2 goles
- Liced Serna

1 gol
- Yasli Atencio
- Cindy Ramos
- Nabila Perruchino
- Pamela Villalba
- Kimberlyn Campos
- María Contreras